# Liste de films tournés en Irlande
Un certain nombre d'œuvres cinématographiques et télévisuelles ont été tournés en Irlande).
Voici une liste à compléter de films, téléfilms, feuilletons télévisés, films documentaires... tournés en Irlande, classés par commune, lieu de tournage et date de diffusion.
- Haut – A
- B
- C
- D
- E
- F
- G
- H
- I
- J
- K
- L
- M
- N
- O
- P
- Q
- R
- S
- T
- U
- V
- W
- X
- Y
- Z

## A
- Arklow
  - 1999 : Les Cendres d'Angela d'Alan Parker

- Ardbraccan House (en)
  - 2007 : Northanger Abbey, téléfilm de Jon Jones

- Avoca
  - 1996 : Ballykissangel (en), série TV de Kieran Prendiville (en)

## B
- Ballydavid
  - 1911 : The Fishermaid of Ballydavid de Sidney Olcott[1]

- Ballymore Eustace[2]
  - 1995 : Braveheart de Mel Gibson[3]
  - 2004 : Le Roi Arthur (King Arthur) d'Antoine Fuqua[2]

- Beaufort
  - 1914 : All for Old Ireland de Sidney Olcott[4]
  - 1914 : Bold Emmett, Ireland's Martyr de Sidney Olcott[5]
  - 1915 : The Irish in America de Sidney Olcott[6]

- Bective[2]
  - 1995 : Braveheart de Mel Gibson (Abbaye de Bective)

- Blessington
  - 1995 : Braveheart de Mel Gibson (Lac de Blessington[2])

- Bray

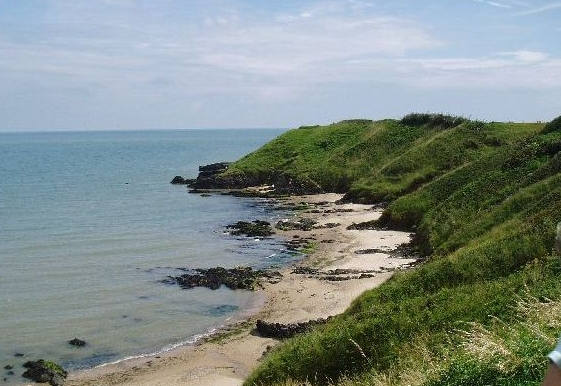

  - 1968 : Le Lion en hiver (The lion in winter) de Anthony Harvey (Studios Ardmore)[7]
  - 1981 : Excalibur de John Boorman (Studios Ardmore)
  - 1992 : Horizons lointains (Far and Away) de Ron Howard[8] (Killruddery House)
  - 1995 : Braveheart de Mel Gibson (Studios Ardmore)
  - 1999 : Les Cendres d'Angela d'Alan Parker (Studios Ardmore)
  - 2001 : Le Tailleur de Panama de  John Boorman (Studios Ardmore)
  - 2002 : La Vengeance de Monte-Cristo (The Count of Monte Cristo) de Kevin Reynolds (Studios Ardmore)

- Brittas Bay (en)
  - 2002 : La Vengeance de Monte-Cristo (The Count of Monte Cristo) de Kevin Reynolds[9]

- Brow Head
  - 2017 : Star Wars, épisode VIII : Les Derniers Jedi de Rian Johnson

- Haut – A
- B
- C
- D
- E
- F
- G
- H
- I
- J
- K
- L
- M
- N
- O
- P
- Q
- R
- S
- T
- U
- V
- W
- X
- Y
- Z

## C
- Cahir
  - 1975 : Barry Lyndon de Stanley Kubrick (Château de Cahir)[10]
  - 1980 : Excalibur de John Boorman (Château de Cahir)
  - 1995 : Braveheart de Mel Gibson (Château de Cahir)[11]

- Clonegal
  - 1975 : Barry Lyndon de Stanley Kubrick (Château d'Huntington (en))[10]

- Clones
  - 1997 : Le Garçon boucher (The Butcher Boy) de Neil Jordan

- Cobh
  - 1999 : Les Cendres d'Angela d'Alan Parker

- Cong
  - 1952 : L'Homme tranquille (The Quiet Man) de John Ford

- Connemara
  - 1987 : Princess Bride de Rob Reiner[12]
  - 1991 : Hear My Song de Peter Chelsom[13]
  - 2008 : Deux jours à tuer de Jean Becker
  - 2009 : Harry Potter et le Prince de sang-mêlé de David Yates (Falaises de Moher)[14]
  - 2012 : Astérix et Obélix : Au service de Sa Majesté de Laurent Tirard (Falaises de Moher)[15]

- Corcaigh
  - 1956 : Moby Dick de John Huston

- Cork
  - 1999 : Les Cendres d'Angela d'Alan Parker[16]

- Curragh[2]
  - 1995 : Braveheart de Mel Gibson[17]

- Haut – A
- B
- C
- D
- E
- F
- G
- H
- I
- J
- K
- L
- M
- N
- O
- P
- Q
- R
- S
- T
- U
- V
- W
- X
- Y
- Z

## D
- Dingle
  - 1970 : La Fille de Ryan (Ryan's Daughter) de David Lean
  - 1992 : Horizons lointains (Far and Away) de Ron Howard[8]

- Drogheda
  - 2012 : Astérix et Obélix : Au service de Sa Majesté de Laurent Tirard[15]

- Drumsna (en)
  - 2014 : Jimmy's Hall de Ken Loach

- Dublin

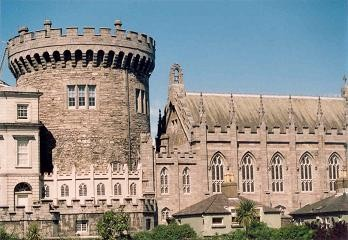
Château de Dublin

  - 1968 : Le Lion en hiver (The lion in winter) d'Anthony Harvey[7]
  - 1969 : L'or se barre (The Italian Job) de Peter Collinson (Prison de Kilmainham)[18]
  - 1971 : Il était une fois la révolution de Sergio Leone
  - 1975 : Barry Lyndon de Stanley Kubrick (Château de Dublin)[10]
  - 1987 : Gens de Dublin de John Huston[19]
  - 1991 : Les Commitments (The Commitments) d'Alan Parker[20]
  - 1991 : Hear My Song de Peter Chelsom[13]
  - 1993 : The Snapper téléfilm de Stephen Frears[21]
  - 1995 : An Awfully Big Adventure de Mike Newell[22]
  - 1996 : Michael Collins de Neil Jordan (Château de Dublin)[10]
  - 1997 : Ennemis rapprochés d'Alan J. Pakula
  - 1997 : The Boxer de Jim Sheridan
  - 1999 : Entropy de Phil Joanou
  - 1999 : Les Cendres d'Angela d'Alan Parker
  - 1999 : Agnes Browne d'Anjelica Huston
  - 2002 : La Vengeance de Monte Cristo (The Count of Monte Cristo) de Kevin Reynolds
  - 2003 : Veronica Guerin de Joel Schumacher
  - 2004 : Une affaire de cœur (Laws of attraction) de Peter Howitt
  - 2007 : Northanger Abbey téléfilm de Jon Jones (Château de Dublin)
  - 2015 : The Lobster de Yórgos Lánthimos[23]

- Dunquin
  - 1992 : Horizons lointains de Ron Howard

- Dunquin[2]
  - 1995 : Braveheart de Mel Gibson (Château de Dunsany (en))

- Haut – A
- B
- C
- D
- E
- F
- G
- H
- I
- J
- K
- L
- M
- N
- O
- P
- Q
- R
- S
- T
- U
- V
- W
- X
- Y
- Z

## E
- Enniskerry
  - 1944 : Henry V de Laurence Olivier (Propriété Powerscourt)
  - 1981 : Excalibur de John Boorman (Cascade Powerscourt et Propriété Powerscourt)
  - 1992 : Le Cheval venu de la mer (Into the West) de Mike Newell(Propriété Powerscourt)
  - 1996 : Ballykissangel (en), série TV de Kieran Prendiville (en)
  - 2002 : La Vengeance de Monte Cristo (The Count of Monte Cristo) de Kevin Reynolds (Propriété Powerscourt)
  - 2007 : PS I Love You de Richard LaGravenese
  - 2010 : Donne-moi ta main (Leap Year) d'Anand Tucker

- Haut – A
- B
- C
- D
- E
- F
- G
- H
- I
- J
- K
- L
- M
- N
- O
- P
- Q
- R
- S
- T
- U
- V
- W
- X
- Y
- Z

## F
- Fingal
  - 2015 : The Lobster de Yorgos Lanthimos[23]

- Finglas (en)
  - 1995 : Braveheart de Mel Gibson (Château de Dunsoghly (en))

- Haut – A
- B
- C
- D
- E
- F
- G
- H
- I
- J
- K
- L
- M
- N
- O
- P
- Q
- R
- S
- T
- U
- V
- W
- X
- Y
- Z

## G
- Galway
  - 1947 : Le Narcisse noir (Black Narcissus) de Michael Powell et Emeric Pressburger
  - 1996 : Maigret : saison 1, épisode 20, Maigret et le port des brumes de Charles Nemes[24]

- Comté de Galway
  - 1969 : Alfred le Grand, vainqueur des Vikings (Alfred the Great) de Clive Donner

- Gap of Dunloe
  - 1915 : The Gap of Dunloe de Sidney Olcott

- Glengarriff (en)
  - 2015 : The Lobster de Yorgos Lanthimos[23]

- Haut – A
- B
- C
- D
- E
- F
- G
- H
- I
- J
- K
- L
- M
- N
- O
- P
- Q
- R
- S
- T
- U
- V
- W
- X
- Y
- Z

## H
- Howth
  - 1911 : Among the Irish Fisher Folk de Sidney Olcott[25]
  - 1911 : The Fishermaid of Ballydavid de Sidney Olcott[1]
  - 1991 : Hear My Song de Peter Chelsom[13]

- Haut – A
- B
- C
- D
- E
- F
- G
- H
- I
- J
- K
- L
- M
- N
- O
- P
- Q
- R
- S
- T
- U
- V
- W
- X
- Y
- Z

## I
- Inchicore
  - 1999 : Les Cendres d'Angela d'Alan Parker[16]

- Iveragh
  - 2009 : Harry Potter et le Prince de sang-mêlé de David Yates (Falaises de Moher)[14]

- Haut – A
- B
- C
- D
- E
- F
- G
- H
- I
- J
- K
- L
- M
- N
- O
- P
- Q
- R
- S
- T
- U
- V
- W
- X
- Y
- Z

## J
- Haut – A
- B
- C
- D
- E
- F
- G
- H
- I
- J
- K
- L
- M
- N
- O
- P
- Q
- R
- S
- T
- U
- V
- W
- X
- Y
- Z

## K
- Prieuré de Kells (en)[10]
  - 1975 : Barry Lyndon de Stanley Kubrick[10]

- Kerry
  - 2015 : The Lobster de Yorgos Lanthimos[23],[26]

- Comté de Kildare
  - 1995 : Braveheart de Mel Gibson[11]

- Monastère de Killanummery[27]
  - 2014 : Jimmy's Hall de Ken Loach

- Killyleagh
  - 2013 : Philomena de Stephen Frears[28]

- Haut – A
- B
- C
- D
- E
- F
- G
- H
- I
- J
- K
- L
- M
- N
- O
- P
- Q
- R
- S
- T
- U
- V
- W
- X
- Y
- Z

## L
- Laytown
  - 1992 : The Crying Game de Neil Jordan[29]

- Limerick
  - 1980 : Au-delà de la gloire de Samuel Fuller (Château du Roi Jean)
  - 1995 : Braveheart de Mel Gibson (Château du Roi Jean)[30]
  - 1999 : Les Cendres d'Angela d'Alan Parker[16]

- Lismore
  - 2007 : Northanger Abbey, téléfilm de Jon Jones (Château de Lismore)

- Loop Head[31]
  - 2017 : Star Wars, épisode VIII : Les Derniers Jedi de Rian Johnson

- Haut – A
- B
- C
- D
- E
- F
- G
- H
- I
- J
- K
- L
- M
- N
- O
- P
- Q
- R
- S
- T
- U
- V
- W
- X
- Y
- Z

## M
- Maam Cross (en)
  - 1952 : L'Homme tranquille (The Quiet Man) de John Ford

- Malin Head
  - 2017 : Star Wars, épisode VIII : Les Derniers Jedi de Rian Johnson

- Haut – A
- B
- C
- D
- E
- F
- G
- H
- I
- J
- K
- L
- M
- N
- O
- P
- Q
- R
- S
- T
- U
- V
- W
- X
- Y
- Z

## N
- Naas
  - 2003 : Veronica Guerin de Joel Schumacher

- Haut – A
- B
- C
- D
- E
- F
- G
- H
- I
- J
- K
- L
- M
- N
- O
- P
- Q
- R
- S
- T
- U
- V
- W
- X
- Y
- Z

## O
- Oughterard
  - 1952 : L'Homme tranquille (The Quiet Man) de John Ford

- Haut – A
- B
- C
- D
- E
- F
- G
- H
- I
- J
- K
- L
- M
- N
- O
- P
- Q
- R
- S
- T
- U
- V
- W
- X
- Y
- Z

## P
- Powerscourt
  - 1981 : Excalibur de John Boorman

- Haut – A
- B
- C
- D
- E
- F
- G
- H
- I
- J
- K
- L
- M
- N
- O
- P
- Q
- R
- S
- T
- U
- V
- W
- X
- Y
- Z

## Q
- Haut – A
- B
- C
- D
- E
- F
- G
- H
- I
- J
- K
- L
- M
- N
- O
- P
- Q
- R
- S
- T
- U
- V
- W
- X
- Y
- Z

## R
- Rostrevor (en)
  - 2013 : Philomena de Stephen Frears[28]

- Roundstone
  - 2008 : Deux jours à tuer de Jean Becker

- Haut – A
- B
- C
- D
- E
- F
- G
- H
- I
- J
- K
- L
- M
- N
- O
- P
- Q
- R
- S
- T
- U
- V
- W
- X
- Y
- Z

## S
- Îles Skellig
  - 1976 : Cœur de verre de Werner Herzog
  - 2015 : Star Wars, épisode VII : Le Réveil de la Force de J. J. Abrams
  - 2017 : Star Wars, épisode VIII : Les Derniers Jedi de Rian Johnson

- Sligo
  - 2014 : Jimmy's Hall de Ken Loach

- Sneem
  - 2015 : The Lobster de Yorgos Lanthimos[23],[32]

- Haut – A
- B
- C
- D
- E
- F
- G
- H
- I
- J
- K
- L
- M
- N
- O
- P
- Q
- R
- S
- T
- U
- V
- W
- X
- Y
- Z

## T
- Trim
  - 1995 : Braveheart de Mel Gibson (Château de Trim[33])[2]
  - 2007 : Northanger Abbey, téléfilm de Jon Jones

- Tullamore
  - 2007 : Northanger Abbey, téléfilm de Jon Jones (Château de Charleville)

- Haut – A
- B
- C
- D
- E
- F
- G
- H
- I
- J
- K
- L
- M
- N
- O
- P
- Q
- R
- S
- T
- U
- V
- W
- X
- Y
- Z

## U
- Haut – A
- B
- C
- D
- E
- F
- G
- H
- I
- J
- K
- L
- M
- N
- O
- P
- Q
- R
- S
- T
- U
- V
- W
- X
- Y
- Z

## V
- Haut – A
- B
- C
- D
- E
- F
- G
- H
- I
- J
- K
- L
- M
- N
- O
- P
- Q
- R
- S
- T
- U
- V
- W
- X
- Y
- Z

## W
- Waterford
  - 1975 : Barry Lyndon de Stanley Kubrick (Château de Waterford (en))[10]

- Wexford
  - 1998 : Il faut sauver le soldat Ryan de Steven Spielberg (St Peter's College (Wexford) (en))

- Wicklow
  - 2012 : Astérix et Obélix : Au service de Sa Majesté de Laurent Tirard (Falaises de Moher)[15]

- Comté de Wicklow
  - 1995 : Braveheart de Mel Gibson (Parc de Wicklow)[2]
  - 2002 : La Vengeance de Monte-Cristo (The Count of Monte Cristo) de Kevin Reynolds (Brittas Bay (en))
  - 2012 : Astérix et Obélix : Au service de Sa Majesté de Laurent Tirard (Brittas Bay)[15]

- Haut – A
- B
- C
- D
- E
- F
- G
- H
- I
- J
- K
- L
- M
- N
- O
- P
- Q
- R
- S
- T
- U
- V
- W
- X
- Y
- Z

## X
- Haut – A
- B
- C
- D
- E
- F
- G
- H
- I
- J
- K
- L
- M
- N
- O
- P
- Q
- R
- S
- T
- U
- V
- W
- X
- Y
- Z

## Y
- Haut – A
- B
- C
- D
- E
- F
- G
- H
- I
- J
- K
- L
- M
- N
- O
- P
- Q
- R
- S
- T
- U
- V
- W
- X
- Y
- Z

## Z
- Haut – A
- B
- C
- D
- E
- F
- G
- H
- I
- J
- K
- L
- M
- N
- O
- P
- Q
- R
- S
- T
- U
- V
- W
- X
- Y
- Z